# Mohamed Salman Al-Khuwalidi
Mohamed Salman Al-Khuwalidi (in arabo محمد سلمان الخويلدي‎?; Dhahran, 19 giugno 1981) è un lunghista saudita, primatista asiatico della specialità.

## Biografia
Nel 2004 è stato campione asiatico indoor. Nel 2006 è stato 2º alle World Athletics Final e 3º in Coppa del mondo di atletica leggera. Nel 2007 ancora primo ai Campionati asiatici ed ai Giochi panarabi. Nel 2008, finalmente, la prima consacrazione internazionale con il bronzo ai Mondiali indoor di Valencia 2008.

## Record asiatici
- Salto in lungo: 8,48 m ( Sotteville, 2 luglio 2006) - Attuale detentore

## Palmarès
| Anno | Manifestazione  | Sede     | Evento         | Risultato | Prestazione | Note                                     |
| ---- | --------------- | -------- | -------------- | --------- | ----------- | ---------------------------------------- |
| 2007 | Mondiali        | Osaka    | Salto in lungo | 18º (q)   | 7,85 m      |                                          |
| 2008 | Asiatici indoor | Doha     | Salto in lungo | Oro       | 8,24 m      | Record asiatico · Record dei campionati  |
| 2008 | Mondiali indoor | Valencia | Salto in lungo | Bronzo    | 8,01 m      |                                          |
| 2008 | Giochi olimpici | Pechino  | Salto in lungo | 14º (q)   | 7,93 m      |                                          |
| 2009 | Mondiali        | Berlino  | Salto in lungo | 36º (q)   | 7,66 m      | Miglior prestazione personale stagionale |
| 2010 | Giochi asiatici | Canton   | Salto in lungo | 11º       | 6,78 m      |                                          |
| 2016 | Asiatici indoor | Doha     | Salto in lungo | 8º        | 7,52 m      | Miglior prestazione personale stagionale |